# Proechimys simonsi
Proechimys simonsi är en däggdjursart som beskrevs av Thomas 1900. Proechimys simonsi ingår i släktet Proechimys och familjen lansråttor. IUCN kategoriserar arten globalt som livskraftig. Inga underarter finns listade i Catalogue of Life.
Artepitetet i det vetenskapliga namnet hedrar den amerikanska samlaren Perry O. Simons.
Denna gnagare förekommer i västra Amazonområdet i Brasilien samt i Colombia, Ecuador, Peru och Bolivia. Den lever i låglandet och i Anderna upp till 2000 meter över havet. Arten vistas i regnskogar, i andra fuktiga skogar och i trädgårdar.
Antagligen kan honor para sig hela året. De föder en till tre ungar per kull, oftast tvillingar. Individerna kan para sig efter att de blev lika stora som föräldrarna samt efter pälsbytet.